# Malika Benhabylès
Malika Benhabylès ist eine ehemalige algerische Leichtathletin, die sich auf den Langstreckenlauf spezialisiert hat. 1988 gewann sie die Bronzemedaille über 10.000 Meter bei den Afrikameisterschaften in Annaba.

## Sportliche Laufbahn
Erste internationale Erfahrungen sammelte Malika Benhabylès vermutlich im Jahr 1985, als sie bei den Panarabischen Spielen in Casablanca in 9:33,09 min die Bronzemedaille im 3000-Meter-Lauf hinter der Marokkanerin Hassania Darami und ihrer Landsfrau Mubaraka al-Hajj Abdallah gewann. 1987 gewann sie bei den Arabischen Meisterschaften in Algier in 9:32,37 min die Bronzemedaille hinter den Marokkanerinnen Nadia Ouaziz und Zahra Ouaziz und im Jahr darauf gewann sie bei den Afrikameisterschaften in Annaba in 35:41,80 min die Bronzemedaille im 10.000-Meter-Lauf hinter der Ruanderin Marcianne Mukamurenzi und Hassania Darami aus Marokko.  
1987 wurde Benhabylès algerische Meisterin im 3000-Meter-Lauf sowie 1988 über 10.000 Meter.